# 豊島継男 (ヴァイオリン製作者)
豊島 継男（とよしま つぐお、1947年 - ）は、日本のヴァイオリン製作家。

## 経歴
1947年、秋田県、後の大仙市に生まれる。
小学生のとき、ラジオで「ツィゴイネルワイゼン」を聴き、ヴァイオリンに魅せられる。
中学1年の時にヴァイオリンを手にし、独学で演奏を学び始め、秋田県立秋田工業高等学校を卒業して秋田大学の職員となるかたわら、市民オーケストラに参加するなどした。
やがて、ヴァイオリンの修理に関心を寄せるようになり、1981年に公務員を退職して上京し、楽器店に勤めた。
1983年に渡英し、ヴァイオリンの修理や製作の知識、技術を学んだ後、1986年に帰国して、東京都渋谷区代々木に工房を構えた。
1990年に、再度渡英して、オイルニスの研究に従うとともにヴィオラを製作、1992年にはイタリアのクレモナに移って欧米各地の製作者コンクールに参加した。
1998年に帰国し、世田谷区池尻で製作を始め、2007年に世田谷区三軒茶屋へ移り、さらに2009年に秋田県大仙市に帰郷して工房を設け、ヴァイオリン、ヴィオラ、チェロの製作を続ける。
2024年の時点で、豊島は、日本弦楽器製作者協会、アメリカ・ヴァイオリン製作者協会、関西弦楽器製作者協会の会員である。